# MCOT HD
Channel 9 là kênh truyền hình Thái Lan, phát sóng lần đầu vào ngày 24 tháng 6 năm 1955. Kênh trực thuộc công ty MCOT.